# Californiu

Californiu

Structura electronică a atomului de californiului

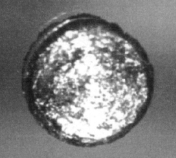
Californiu

Californiul este un element chimic sintetic din sistemul periodic al elementelor cu simbolul Cf și numărul atomic 98. Este un metal radioactiv din seria actinidelor care a fost obținut în 1950 prin bombardarea unor atomi de curiu cu particule alfa (ioni de heliu). Numele provine de la statul american California în care se află laboratorul în care a fost descoperit.

## Istoric
Californiul a fost obținut pentru prima dată în 1950, la University of California, Berkeley de către o echipă formată din Stanley Thompson, Kenneth Street, Jr., Albert Ghiorso și Glenn Seaborg, descoperirea fiind anunțată în data de 17 martie 1950.
Pentru a produce californiu, cercetătorii au bombardat o țintă de curiu 242, cu masa de ordinul microgramelor, cu particule alfa de 35 MeV, obținând atomi de californiu 245 și neutroni liberi.

## Izotopi
Au fost identificați 19 izotopi ai californiului, cu mase atomice cuprinse între 237,062 unități (237Cf) până la 256,093 unități (256Cf), cei mai stabili fiind 251Cf cu un timp de înjumătățire de 898 ani, 249Cf cu un timp de înjumătățire de 351 ani și 250Cf cu un timp de înjumătățire de 13 ani. Toți ceilalți izotopi au timpi de înjumătățire mai scurți de 2,7 ani, iar majoritatea chiar mai scurți de 20 minute.
249Cf se obține prin dezintegrarea beta a 249Bk, iar majoritatea celorlalți izotopi sunt obținuți prin bombardarea intensă a berkeliului cu neutroni într-un reactor nuclear.

## Caracteristici și utilizări
Californiul este solubil în acizii minerali și este antrenat de fluoruri și oxalați insolubili
Până în prezent au fost obținuți și studiați doar câțiva compuși ai californiului, între care oxidul de californiu (Cf2O3), triclorura de californiu (CfCl3) și oxiclorura de californiu (CfOCl). Deși californiul poate avea valența II, III sau IV, singurul ion de californiu stabil în soluții apoase este cationul de californiu(III).
Californiul nu are nici un rol biologic.
Californiul nu se găsește în stare naturală pe Pământ, însă este posibil ca acest element să existe în alte zone din univers, existând ipoteza (controversată) a existenței de californiu 254 în supernove ,.
252Cf are o radioactivitate foarte intensă și deci este foarte periculos (un microgram poate emit spontan 170 milioane neutroni pe minut) .
În octombrie 2006 s-a anunțat că la Dubna, în Rusia, s-a reușit producerea elementului ununoctiu (număr atomic 118, cel mai greu element descoperit vreodată) prin bombardarea unor atomi de californiu 249 cu ioni de calciu 48,.
În general, californiul este prea dificil de produs pentru a avea utilizări practice pe scară largă, însă există câteva arii de aplicare datorate radioactivității sale (fiind folosit aproape exclusiv californiul 252):
- sursă de neutroni pentru reactori nucleari
- surse portabile de neutroni pentru prospectarea zonelor aurifere/ argintifere sau a zăcămintelor de petrol
- tratamentul unor tumori pe creier, în cazurile în care alte surse de radiație sunt ineficiente

Californiul 251 are o masă critică foarte redusă și o durată de iradiere a mediului scurtă în comparație cu elementele radioactive folosite curent pentru arme nucleare. Acest fapt a dus la ipoteza posibilității utilizării sale pentru "bombe nucleare de buzunar". Este însă foarte greu – și foarte costisitor – să se realizeze o bombă cu californiu 251 care să cântărească mai puțin de 2 kg [6].